# Ziua limbii tătare
Ziua limbii tătare (Tatar tĭlĭn künĭ) este o sărbătoare oficială din România, legată de păstrarea limbii tătare române și a tradițiilor tătarilor români. La 19 decembrie 2010 a fost adoptată de Parlamentul României Legea nr. 256/2010 (Legea nr. 256/2010 pentru instituirea Zilei limbii tătare), prin care această zi este serbată în fiecare an pe 5 mai.

Legea nr. 256/2010 pentru instituirea Zilei limbii tătare
Text publicat în M.Of. al României.
În vigoare de la 19 decembrie 2010
Parlamentul României adoptă prezenta lege.
Art. 1. – Se instituie ziua de 5 mai ca Zi a limbii tătare.
Art. 2. -(1) Anual, cu prilejul sărbătoririi Zilei limbii tătare, în localitățile în care trăiesc membri ai comunității tătare se organizează manifestări culturale dedicate acestei sărbători.
-(2) Autoritățile centrale și locale pot contribui cu sprijin logistic și/sau financiar, după caz.
Art. 3. -În instituțiile de învățământ în care se predau limba tătară ca limbă maternă și religia islamică, în ziua de 5 mai se organizează manifestări culturale dedicate acestei sărbători.
Art. 4. -Societatea Română de Televiziune și Societatea Română de Radiodifuziune vor include, în cadrul emisiunilor dedicate minorităților naționale, aspecte de la manifestările anuale ocazionate de sărbătorirea Zilei limbii tătare.